# Dongwanggong

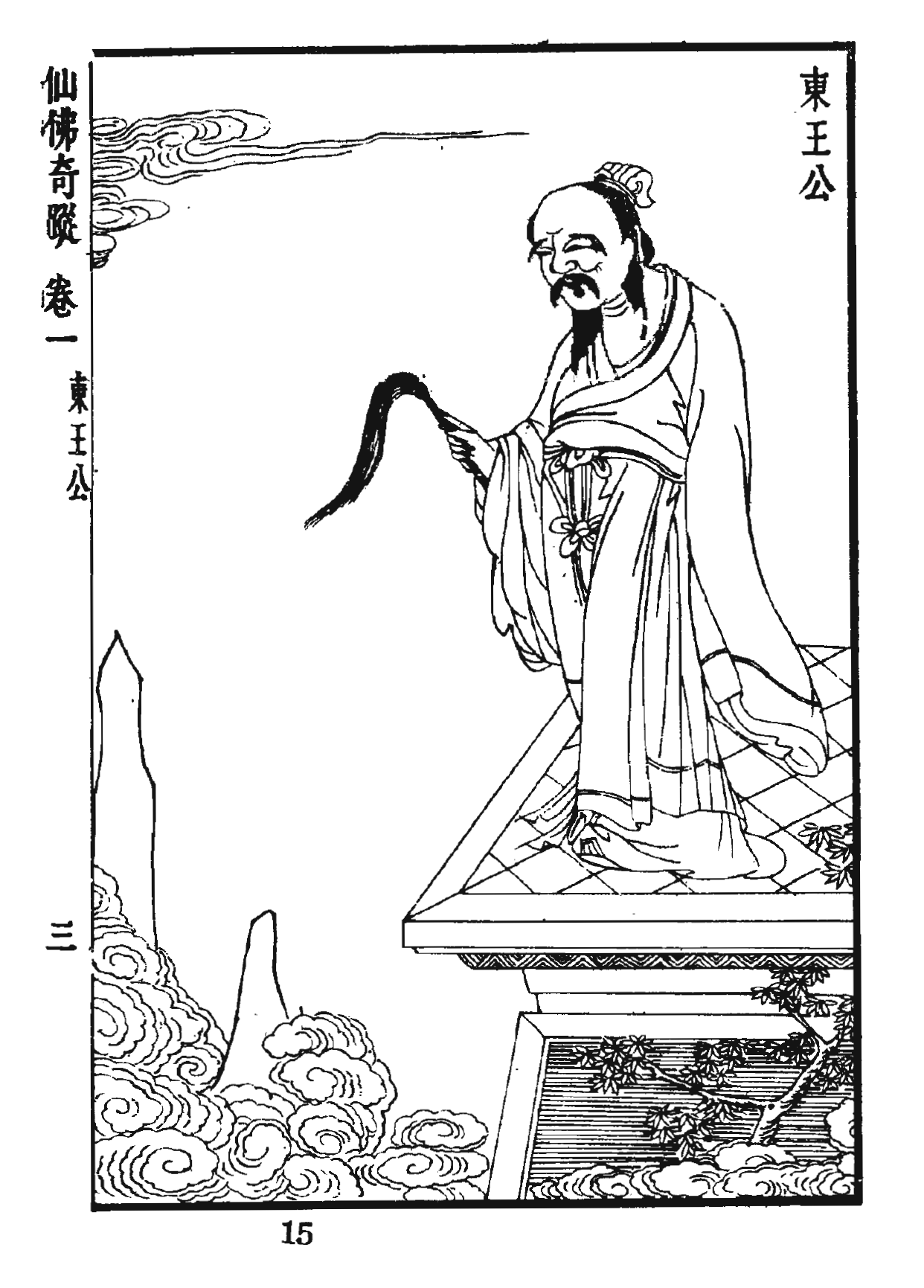
Dongwanggong

Dongwanggong (東王公), « Roi d’Orient » ou Donghua dijun (東華帝君), « Empereur Donghua », est un dieu taoïste. Il est encore appelé « Seigneur du Bois » (Mugong 木公), « Enfant azur » (Qingtongjun 青童君) – matière et couleur associées à l’est dans la théorie des Cinq éléments – ou « Empereur Fusang » (扶桑大帝) - du nom de l’arbre depuis lequel le soleil se lève selon la mythologie chinoise. Son anniversaire divin est le 6 du 2e mois.
Le nom de Dongwanggong, « Roi [père] d’Orient », répond à celui de Xiwangmu, « Reine mère d’Occident ». Comme il apparaît plusieurs siècles après les mentions de la déesse, par ailleurs infiniment plus populaire, certains estiment que son personnage a été imaginé pour lui faire pendant. Ils se partagent la supervision des immortels : Xiwangmu se charge des femmes et lui des hommes. 
Néanmoins, d’autres proposent que le dieu tire son origine de l’Empereur oriental de la Grande Unité (東皇太一) ou Seigneur d’orient (東君), dieu solaire du pays de Chu attesté aux périodes des Printemps et des Automnes et des Royaumes combattants.
Le Livre des dieux et des merveilles (神異經) le décrit comme un être à crinière blanche, face d’oiseau et queue de tigre, monté sur un ours noir. 
Nombre d’ouvrages mythologiques taoïstes le décrivent comme né du Pur et de la Sainte Mère des Origines, gouvernant les êtres animés et les souffles yin et yang depuis le ciel d'orient. Le dieu du Mont oriental Dongyue dadi（東嶽大帝）serait son frère cadet.
Dans la tradition des alchimistes, école Quanzhen en particulier, Wang Xuanfu, maître de Zhongli Quan et premier des Cinq Ancêtres du Nord, est son avatar, de même que - selon certains - Lü Dongbin.